# Tupilakosaurus
Tupilakosaurus — викопний рід темноспондилів із родини Tupilakosauridae.
Відомі два види:
- Tupilakosaurus heilmani Nielsen, 1954 — Ґренландія[2]
- Tupilakosaurus wetlugensis Shishkin, 1961 — Нижньогородщина